# Rio Bonciu
O Rio Bonciu é um rio da Romênia afluente do Rio Mare, localizado no distrito de Hunedoara.